# Rafael Clavero Prados
Rafael Clavero Prados (Córdoba, 10 januari 1977) is een gewezen Spaanse verdediger. 
Hij heeft de jeugdreeksen van Córdoba CF doorlopen, waarna hij in 1997 zijn intrede maakte in de A-ploeg, uitkomend in Segunda División B. Na twee seizoenen op dit niveau gespeeld te hebben, ging zijn carrière in de lift wanneer hij naar het in Segunda División A spelend UD Mérida werd getransfereerd en het daaropvolgend seizoen naar het in Primera División spelende CD Numancia. Hij speelde vijf wedstrijden voor deze laatst genoemde ploeg, die echter 18de eindigde en zo degradeerde. Hij stapte op het einde van het seizoen over naar het in Segunda División A spelend Real Murcia, waarmee hij in het seizoen 2002-2003 kampioen speelde. Ook deze club kon zich het daaropvolgend seizoen niet handhaven, waarna hij overstapte naar reeksgenoot CA Osasuna, waarmee hij in het seizoen 2004-2005 verliezend finalist van de Copa del Rey werd en waarmee hij in het seizoen 2005-2006 zijn Europees debuut maakte in de UEFA-cup. Op het einde van dat seizoen zakte hij een reeks door over te stappen naar CD Tenerife, waarmee hij kampioen werd in het seizoen 2008-2009. Aangezien hij geen deel uitmaakte van de plannen van de club, vertrok hij voor twee seizoenen naar het net naar Segunda División A gepromoveerde FC Cartagena.  In het begin van het seizoen kende hij weinig concurrentie, maar met de door Getafe CF uitgeleende Franck Signorino kreeg hij in de tweede ronde meer concurrentie.  Door de hoge contractprijs van laatstgenoemde werd hij echter weerhouden voor het seizoen 2010-2011. Tijdens dit seizoen was hij twintig keer basisspeler en viel hij zes keer in zonder echt te overtuigen, noch te ontgoochelen. Maar nadat de ploeg een heel slechte terugronde afwerkte en slechts op de dertiende plaats terechtkwam, werd het team grondig veranderd.  Een van de slachtoffers was Clavero doordat zijn contract niet verlengd werd.  Voor het seizoen 2011-2012 kreeg hij onderdak bij reeksgenoot SD Huesca.  Tijdens dit eerste seizoen zou hij 25 keer opgesteld worden.  De speler kon de ploeg overtuigen en zo werd zijn contract verlengd voor het seizoen 2012-2013.  Tot aan de winterstop zou de speler maar 5 maal spelen en aangezien de ploeg zich in een moeilijke sportieve situatie bevond, werd zijn contract in januari 2013 ontbonden.  Hij zou dat seizoen niet meer tot spelen toekomen en voor het seizoen 2013-2014 daalde hij één niveau naar Lucena CF